# Ordre d'Adolphe de Nassau
Ne doit pas être confondu avec Ordre d'Orange-Nassau.

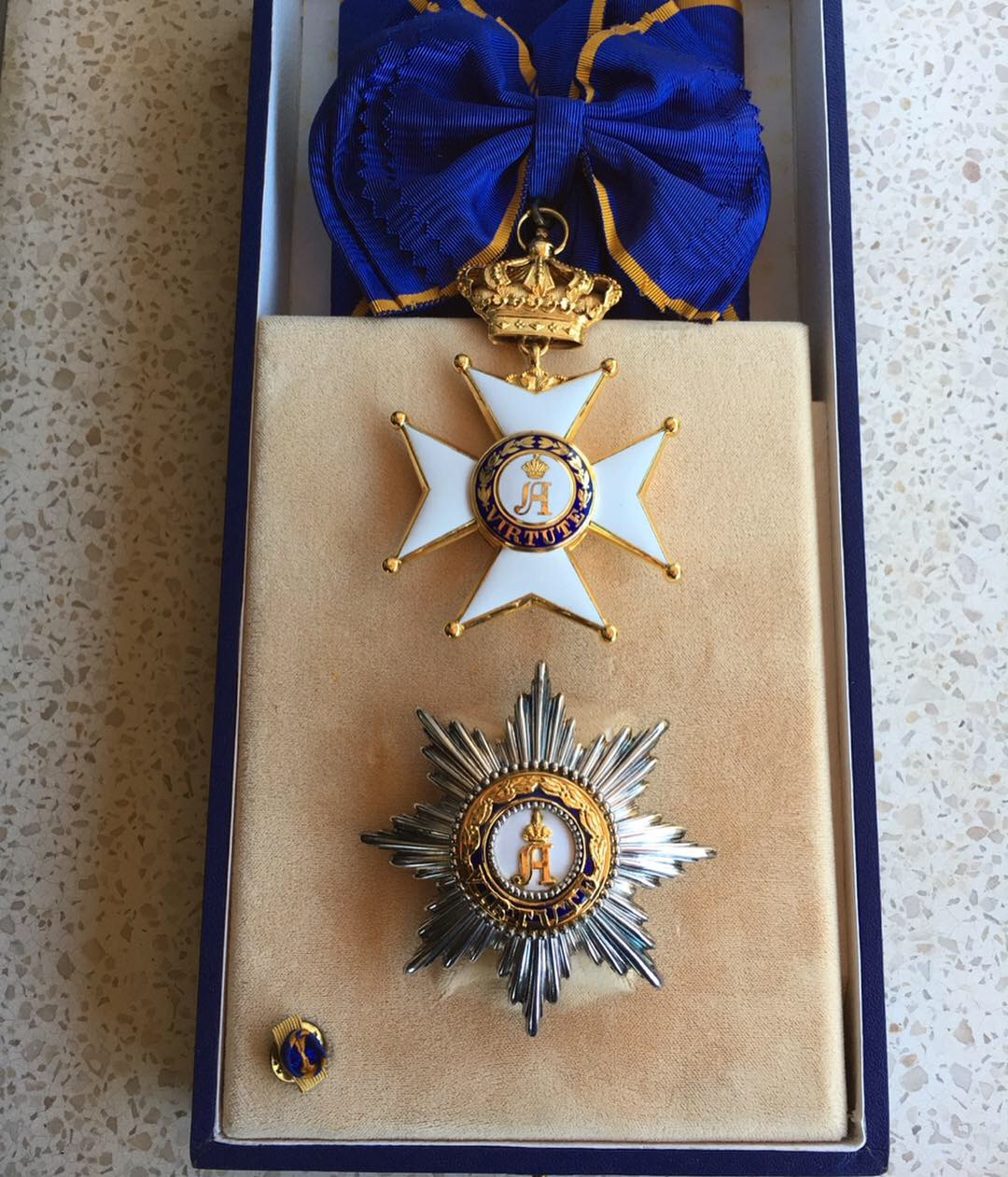
Grand-Croix de l'Ordre

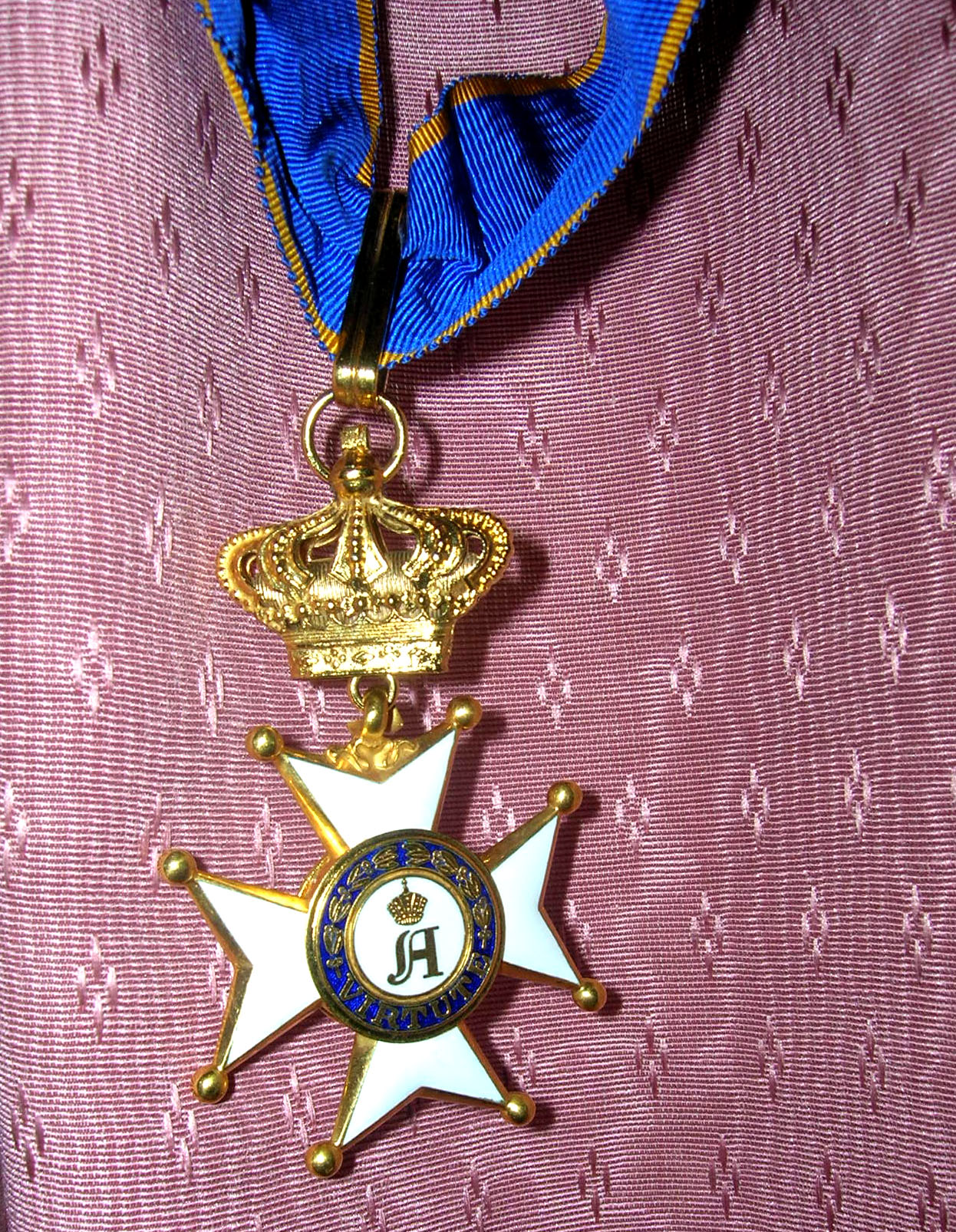
Commandeur de l'Ordre

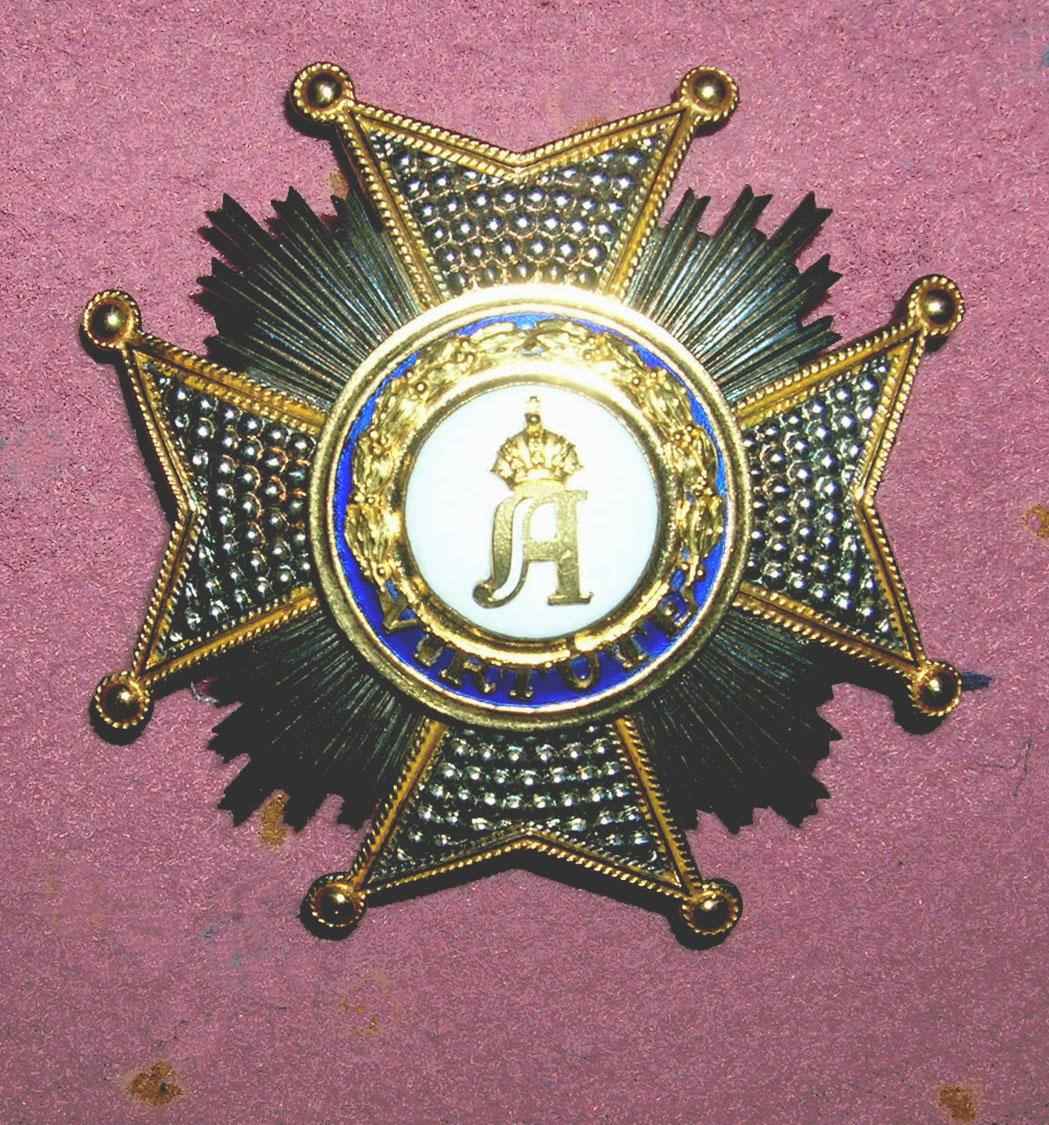
Plaque de Grand Officier

L’ordre de Mérite civil et militaire d’Adolphe de Nassau (en allemand : Militär- und Civil-Verdienst-Orden Adolphs von Nassau) est un ordre dynastique crée en 1858 par le duc de Nassau qui, devenu souverain de Luxembourg en 1890, en fait un ordre de mérite. L’ordre porte le nom de son ancêtre homonyme Adolphe de Nassau, roi de Germanie de 1292 à 1298. Le grand-duc souverain de Luxembourg est le Grand Maître de l’ordre.
L'ordre récompense les personnes qui se sont distinguées par leur fidélité et leur mérite envers la personne du grand-duc, de sa Maison ou du pays. Il est remis aux personnes qui se sont particulièrement distinguées dans le domaine des sciences et des arts, ainsi qu’à des habitants du pays ou des étrangers en signe de bienveillance. Il n'est pas institué par la législation du Luxembourg.

## Histoire
L’ordre d’Adolphe de Nassau est créé le 8 mai 1858 par arrêté ducal du duc Adolphe de Nassau, futur grand-duc de Luxembourg. Il est réinstitué au Luxembourg quand Adolphe, duc de Nassau dépossédé de son duché depuis 1866, devient grand-duc de Luxembourg.

## Grades
L’ordre d’Adolphe de Nassau compte huit grades :
- Grand-croix
- Grand officier
- Commandeur avec couronne
- Commandeur / Croix d'honneur pour dames
- Officier avec couronne
- Officier
- Chevalier avec couronne
- Chevalier

| Barrettes              | Barrettes      | Barrettes                | Barrettes                               |
| ---------------------- | -------------- | ------------------------ | --------------------------------------- |
| Grand-croix            | Grand officier | Commandeur avec couronne | Commandeur / Croix d'honneur pour dames |
| Officier avec couronne | Officier       | Chevalier avec couronne  | Chevalier                               |

## Récipiendaires notoires
- Pierre Even, Grand officier
- André Grandpierre, Grand officier
- Albert Lantonnois van Rode, Grand-croix
- Guy de Muyser, Grand officier
- George Patton, Grand-croix
- Johannes Nolet de Brauwere van Steeland, Chevalier
- Comte André de Meeûs d'Argenteuil, Grand-croix

## Sources
1. ↑  Arrêté ducal du 8 mai 1858 portant institution de l’Ordre de Mérite civil et militaire d’Adolphe de Nassau.

- Publications du Gouvernement de Luxembourg, Distinctions honorifiques du Grand-Duché de Luxembourg, p. 5